# Hippolyte Taine
Hippolyte Adolphe Taine (Vouziers, 1828. április 21. – Párizs, 1893. március 5.) francia kritikus, irodalomtörténész, a Francia Akadémia tagja.

## Élete, munkássága
Nagyban befolyásolta a francia naturalizmust, fő támogatója volt a szociológiai pozitivizmusnak (ebből következett végletes determinizmusa), és az első nagy képviselője a hisztoricista kritikának. Az irodalomtörténetet mint műfajt tőle származtatják. Taine mély hatást tett a francia irodalomra. Az 1911-es Encyclopædia Britannica így írt róla: „a színezet, amely Zola, Bourget és Maupassant műveit áthatja, az nyilvánvalóan Taine hatásának tudható be.” A Francia Akadémia tagja volt (25-ös ülés, 1878–1893).

## Magyarul
- A művészet philosophiája; ford. Szana Tamás; Grimm–Horovicz, Bp., 1878
- Az eszmény a művészetben; ford. Harrach József; Franklin, Bp., 1879 (Olcsó Könyvtár)
- Az angol irodalom története, 1-5.; ford. Csiky Gergely; Akadémia, Bp., 1881–1885 (A Magyar Tudományos Akadémia Könyvkiadó Vállalata)
- A jelenkori Francziaország alakulása, 1-5.; ford. Toldy László, Csiky Gergely; Akadémia, Bp., 1881 (A Magyar Tudományos Akadémia Könyvkiadó Vállalata)
- Franciaország klasszikus filozófusai a XIX. században; ford. Péterfy Jenő; Franklin, Bp., 1884 (Filozófiai Írók Tára)
- Az olasz művészet bölcselete; ford. Kádár Béla; Franklin, Bp., 1886 (Olcsó Könyvtár)
- A németalföldi művészet bölcselete; ford. Szántó Kálmán; Franklin, Bp., 1888 (Olcsó Könyvtár)
- A görög művészet bölcselete; ford. Ferenczi Zoltán; Franklin, Bp., 1888 (Olcsó Könyvtár)
- Párisi jegyzetek; összegyűjt., szöveggond. F. Graindorge Tamás [Frédéric-Thomas Graindorge], ford. Mikolt [Wohl Janka]; Franklin, Bp., 1905 (Olcsó Könyvtár)
- Balzac; ford. Halasy Aladár; Franklin, Bp., 1908 (Olcsó Könyvtár)
- La Fontaine; ford. Geőcze Sarolta, versford. Zempléni Árpád; Kisfaludy-Társaság, Bp., 1909
- Bonaparte Napoleon; ford. Baglyasi Béla; Athenaeum, Bp., 1919 (Modern Könyvtár)
- Napóleon; ford. Kuncz Aladár; Kultúra, Bp., 1922 (Kultúra Könyvtár)
- Az angol irodalom története; ford. Szávai János; inː Ima az Akropoliszon. A francia esszé klasszikusai; vál., előszó, tan. Gyergyai Albert, jegy. Somló Vera, Szávai János; Európa, Bp., 1977